# Підсоколик Елеонори
Підсоколик Елеонори (Falco eleonorae) — вид хижих птахів родини соколових (Falconidae).

## Назва
Вид названо на честь Елеонори Арборейської (близько 1350—1404) з Сардинії, відомої тим, що першою прийняла закон про захист хижих птахів.

## Поширення
Цей вид розмножується на островах у Середземному морі, особливо навколо Греції (де розмножується дві третини світової популяції), а також на Кіпрі, Канарських островах, Ібіці та поблизу Іспанії, Італії, Хорватії, Марокко та Алжиру. Зимує на Мадагаскарі.

## Опис
Довжина тіла приблизно 36–42 см, розмах крил 84–105 см. Вага тіла самця 350—390 г, вага тіла самиці 340—460 г. Обидві статі мають однакове забарвлення. Верх тіла сланцево-сірий, нижня сторона бура з темними поздовжніми плямами. Чорний дзьоб, жовті ноги. Хвіст довший, ніж у інших соколів, крила довгі і тонкі. Розрізняють дві кольорові різновиди: темний, майже чорний і набагато частіше світлий — з темними «вусами» на світлих щоках і чітко вираженою нижньою стороною тіла.